# 大井神社 (京都市)

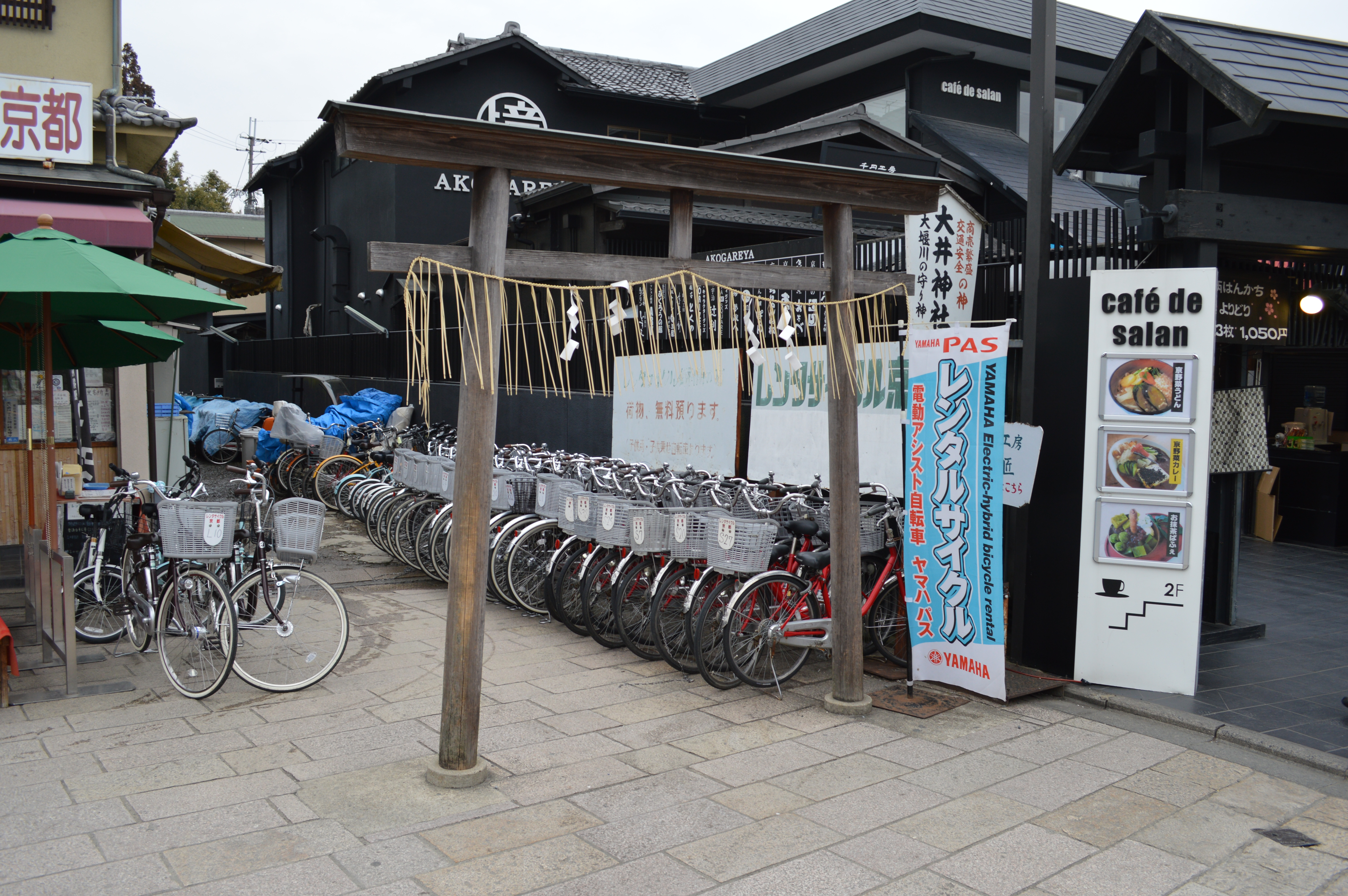
鳥居

大井神社（おおいじんじゃ）は、京都府京都市右京区嵯峨天竜寺造路町にある神社。式内社論社で、旧社格は村社。
渡月橋北詰に位置する。別称を「堰神社」「大橋神社」とも。

## 祭神
現在の祭神は次の1柱。
- 宇賀霊神 （うがみたまがみ）

元々の祭神は大綾津日神・大直日神・神直日神であったとされる。

## 歴史

### 概史
創建は不詳。一説として秦氏が葛野大堰を築き当地を開拓した際に治水神として祀ったのが創祀ともいわれるが、明らかではない。また『日本三代実録』貞観18年（876年）7月21日条に見える「山代大堰神」を当社に比定する説もあるが、これも明らかでない。
延長5年（927年）成立の『延喜式』神名帳では山城国乙訓郡に式内社として「大井神社」の記載があり、当社はその論社とされている。ただし現社地は旧葛野郡に属することから、『式内社調査報告』では当社は式内大井神社ではなく松尾大社末社の堰神であるとし、式内大井神社は廃れたと推測している。
明治10年（1877年）3月26日に近代社格制度において村社に列した。現在の社殿は野宮神社の旧社殿を移築したものである。

### 神階
- 貞観18年（876年）7月21日、従五位下 （『日本三代実録』） - 表記は「山代大堰神」。ただし確実ではない。